# Vertler Mátyás
Vertler Mátyás (Pécs, 1812. február 17. – Podolin, 1872. november 30.) piarista áldozópap és tanár.

## Élete
Iskoláit szülővárosában végezvén, 1829. október 6-án a rendbe lépett és a novíciátus két évét Kecskeméten töltötte. 1831 és 1832 között Veszprémben tanított; azután a bölcseleti tanfolyamot Vácon, a teológiát Nyitrán és Szentgyörgyön hallgatta, 1837. augusztus 5-én pappá szentelték. Mint tanár Léván, Nagykárolyban két ízben tanított. A szakrendszer behozatala után a magyar, latin és görög nyelvet oktatott Léván. 1851-ben Breznóbányán plébános segéd lett; 1863-ban Nagykanizsán az elemi iskola és gimnázium igazgatója egy évig; azután Sátoraljaújhelyre helyezték ugyanezen minőségben; két év múlva nyugalomba vonult Podolinba.
Cikkei a Vasárnapi Ujságban (1858. Lakodalmi szokások a favágóknál Breznóbányán, 1859. Forgách Ferencz nagyváradi püspök; 1510–1572).

## Művei
- Történeti adatok a magyar nemzet életéből, egy kalauzzal a történettan mezején. Pest, 1861. 26 arck.
- Erkölcsi velős imádságok, mellyeket az ifjúság használatára némelly magyarázatokkal összegyűjtött és kiadott. Nyitra, év n. (versben)